# Кит-Кэт

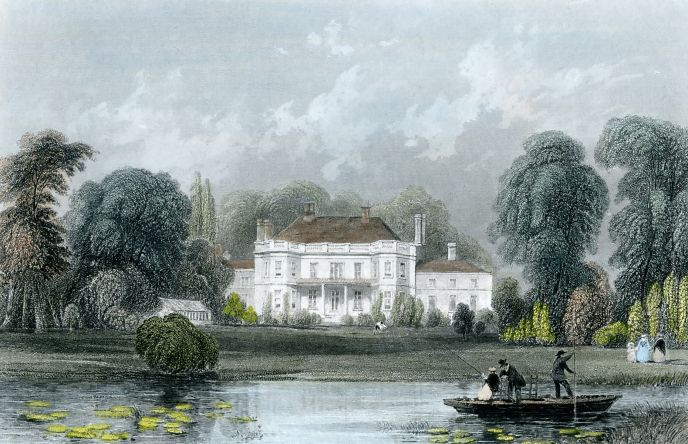
Загородная вилла книгоиздателя Тонсона, где висели Неллеровы портреты членов клуба

«Кит-Кэт» (англ. Kit-Cat Club) — виговский политико-литературный клуб начала XVIII века, который первоначально собирался в лондонской таверне Кристофера Кэтлинга, известного в кругу друзей как Кит Кэт (Kit — одно из распространённых уменьшительных от Christopher). Впоследствии встречи проводились и в других местах, как в английской столице, так и за городом. Перестал собираться приблизительно в 1720 году.
Среди членов клуба — как видные литераторы (Аддисон, Конгрив, Ванбру), так и влиятельные аристократы (герцоги Сомерсет, Графтон, Девоншир, Кингстон, Ричмонд, Манчестер, Дорсет, Ньюкасл и другие). Художник Неллер в течение почти 20 лет писал их портреты (всего 48), причём такого размера, чтобы они точно вписались в пропорции комнаты, выстроенной специально для собраний. С тех пор любой портрет размером чуть меньше поясного называется в Англии «кит-кэт» (англ. kit-cat).
Члены клуба не только обсуждали актуальные политические события, но и провозглашали остроумные тосты в честь придворных красавиц. Стихи в их честь были выгравированы прямо на бокалах. В таверне Кэтлинга подавали пироги с бараниной, также прозванные kit-cat. Впоследствии это название распространилось на шоколадно-вафельное печенье (KitKat).
Действие популярного мюзикла «Кабаре» помещено во фривольном берлинском заведении под названием Kit Кat Club. В мире электронной музыки известностью пользуется берлинский фетиш-клуб KitKatClub (открылся в 1994 году), посетителям которого дозволено прилюдно заниматься сексом. Его девиз «Делай, что хочешь, но оставайся в контакте» перекликается с лозунгами вольнодумных клубов Англии XVIII века.